# Un condamné à mort s'est échappé
Un condemnat a mort s’escapa (en francès: Un condamné à mort s'est échappé) és una pel·lícula francesa dirigida per Robert Bresson i estrenada l'any 1956. Aquesta és una història real, Robert Bresson va adaptar la història autobiogràfica del comandant André Devigny. La pel·lícula va ser doblada en valencià i emesa per RTVV.

## Argument
Abril de 1943. Fontaine, un jove de 27 anys membre de la Resistència francesa que lluita contra l'ocupació nazi, és arrestat i condemnat a mort per la Gestapo. Va ser empresonat al fort Montluc de Lió. Fa tot el possible per escapar, imagina un pla, i amb coratge i treball aconsegueix obtenir els instruments. Però just abans de la seva fugida, un altre presoner, el jove François Jost, és assignat a la seva cel·la. Fontaine dubta a esborrar-lo i finalment el porta amb ell. La seva fugida enmig de la nit és llarga i incerta....

## Repartiment
- François Leterrier: Tinent Fontaine
- Charles Le Clainche: François Jost
- Maurice Beerblock: Blanchet
- Roland Monod: el pastor
- Jacques Ertaud: Orsini
- Jean Paul Delhumeau: Hébrard

## Premis
Festival Internacional de Cinema de Cannes 1957: Premi al millor director